# رود ریمجین
رود ریمجین (به کره‌ای: 림진강) یا ایمجین (به کره‌ای: 임진강) رودخانهای است که در کره جنوبی و کره شمالی جریان دارد.